# Iglesia de San Príapo

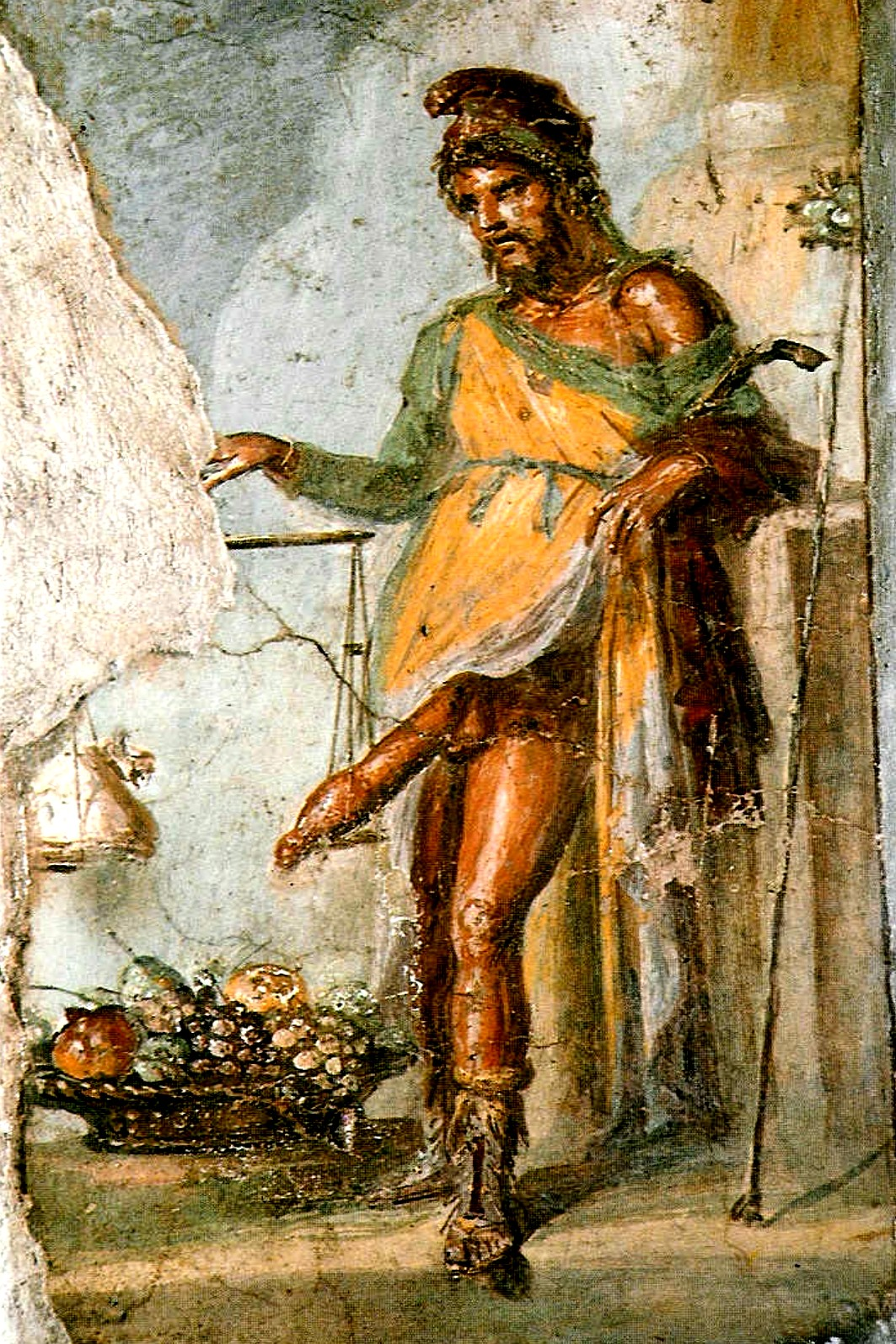
Príapo

La Iglesia de San Príapo (Francés: Église S. Priape) es una religión norteamericana fundada en la década de 1980 que se centra en el culto al falo.
La Iglesia de San Príapo fue fundada en Montreal, Quebec, por D.F. Cassidy y es seguida principalmente por hombres homosexuales en Canadá y en los Estados Unidos. La iglesia, cuyo nombre proviene del dios griego Príapo, enseña que el falo es la fuente de vida, belleza, alegría y placer. Para adorar al falo, deben cumplir una variedad de actos sexuales, incluida la masturbación en grupo También se venera el semen y su consumo es un acto de adoración.